# Тужаньск
Тужаньск (пол. Turzańsk) — лемковское село в Сонокском повете Подкарпатского воеводства Польши. Относится к гмине Команьча. В состав села также входят выселки Вильке Колодяжный, Пасеки и Турно.

## История
Первое упоминание о Тужаньске относится к 30 августа 1514 года. В 1526 году зафиксирована первое упоминание о церкви в селе. Описание 1565 года показывает, что в пределах села было 21,5 полей земли крестьян, 1 поле княжеских земель и 1 поле церковной земли. В 1657 году село было опустошено в результате военных походов венгерского князя Дьёрда II Ракоци. В 1803 году закончилось строительство греко-католической церкви св. Архангела Михаила. Церковь имела свой приход в селе, тогда как римско-католический приход находился в Буковско. К концу XVIII века в селе функционировала школа. По состоянию на 1898 год в селе насчитывалось 93 хозяйства и 676 жителей, из которых 627 были греко-католиками, 35 евреями и 14 католиками. В 1905 году Артур Гольдхамер был владельцем 632 га сельской земли.
В период Первой мировой войны село в течение длительного времени находился на линии фронта. Павших в боях военных хоронили недалеко от церкви, где в 1992 году был установлен крест на каменном основании. С ноября 1918 по январь 1919 году Тужаньск входило в состав Республика Команча, которая провозгласила вхождение в состав Западно-Украинской народной Республики.
В 1921 году село насчитывало 111 хозяйств и 684 жителей, из которых 645 были греко-католиками, 32 евреями и 7 католиками. В 1939 году в селе было преимущественно лемковское населения: с 840 жителей села — 800 украинцев, 15 поляков и 25 евреев. После депортации 1944—1946 годов лемков в рамках операции «Висла» в селе практически не осталось украинцев, а взамен начали поселяться польские переселенцы. После 1956 года в село вернулось несколько лемковских семей.